# Carlo Azeglio Ciampi
Carlo Azeglio Ciampi (Livorno, 9 dicembre 1920 – Roma, 16 settembre 2016) è stato un politico, economista e banchiere italiano, 10º presidente della Repubblica Italiana dal 18 maggio 1999 al 15 maggio 2006.
È stato governatore della Banca d'Italia dal 1979 al 1993, presidente del Consiglio dei ministri (1993-1994), ministro del tesoro e del bilancio e della programmazione economica (1996-1997), quindi ministro del tesoro, del bilancio e della programmazione economica (1998-1999). Primo presidente del Consiglio e primo capo dello Stato non parlamentare nella storia della Repubblica, fu anche il secondo presidente della Repubblica eletto dopo essere stato governatore della Banca d'Italia, preceduto da Luigi Einaudi nel 1948. È stato anche governatore onorario della Banca d'Italia.
Ha ricoperto inoltre numerosi incarichi di rilevanza internazionale, tra cui quelli di presidente del comitato dei governatori della Comunità europea e del Fondo europeo di cooperazione monetaria (nel 1982 e nel 1987); vicepresidente della Banca dei regolamenti internazionali (dal 1994 al 1996); presidente del gruppo consultivo per la competitività in seno alla Commissione europea (dal 1995 al 1996) e presidente del comitato interinale del Fondo Monetario Internazionale (dall'ottobre 1998 al maggio 1999). Dal 1996 ha ricoperto gli incarichi di consigliere d'amministrazione e, successivamente, di consigliere scientifico e vicepresidente dell'Istituto dell'Enciclopedia Italiana Treccani.
Dopo una militanza giovanile nel Partito d'Azione, Ciampi non ha più aderito ad alcun partito politico, anche se è stato sempre considerato vicino al centrosinistra.
Come capo dello Stato conferì l'incarico a tre presidenti del Consiglio dei ministri: Massimo D'Alema (del quale ha respinto le dimissioni di cortesia presentate nel 1999), Giuliano Amato (2000-2001) e Silvio Berlusconi (2001-2006); ha nominato cinque senatori a vita: Rita Levi-Montalcini nel 2001, Emilio Colombo nel 2003, Mario Luzi nel 2004, Giorgio Napolitano e Sergio Pininfarina nel 2005; ha infine nominato cinque Giudici della Corte costituzionale: nel 2000 Giovanni Maria Flick, nel 2004 Franco Gallo e nel 2005 Sabino Cassese, Maria Rita Saulle e Giuseppe Tesauro.
In quanto presidente emerito della Repubblica, è stato senatore di diritto e a vita.

## Biografia

### Infanzia ed istruzione
Figlio di Pietro Ciampi (1882-1947) e di Maria Masino (1890-1976), quest'ultima nata a Pisa da famiglia di Cuneo, frequentò l'Istituto San Francesco Saverio, retto dai Gesuiti, dalla terza elementare al liceo. Saltò la quinta elementare e la terza liceo per gli ottimi voti conseguiti nelle classi precedenti.
Dopo la maturità, concorse alla Scuola Normale Superiore di Pisa per un posto nel corso di laurea in lettere: nella prova scritta di italiano del concorso trattò di Piccolo mondo antico di Antonio Fogazzaro e nella prova orale fu esaminato da Giovanni Gentile; superò il concorso classificandosi undicesimo insieme con Scevola Mariotti.
Durante il suo percorso di studi, compì diversi soggiorni all'estero, in particolare all'Università di Lipsia. Conseguì la laurea in lettere nel 1941, discutendo una tesi in filologia classica e letteratura greca intitolata Favorino d'Arelate e la consolazione Περὶ φυγῆς (relatore Augusto Mancini) alla Normale, dove aveva frequentato, rimanendone affascinato, le lezioni del filosofo Guido Calogero e dove aveva conosciuto anche Franca Pilla, futura moglie. Fu chiamato alle armi nello stesso anno con il grado di sottotenente nel corpo automobilistico e inviato in Albania.

### Durante la Resistenza
Quando fu siglato l'armistizio dell'8 settembre 1943, Ciampi, che si trovava in Italia con un permesso, rifiutò di aderire alla Repubblica Sociale Italiana e si rifugiò a Scanno, in Abruzzo, dove trovò Guido Calogero, suo professore a Pisa, condannato al confino per le sue idee antifasciste, esponente di primo piano del pensiero liberalsocialista e vicino al Partito d'Azione. Il 24 marzo 1944 Ciampi, con un gruppo di una sessantina di persone, fra cui lo stesso Calogero, altri antifascisti, prigionieri sfuggiti alla Wehrmacht e con l'aiuto della guida locale Alberto Pietrorazio, partendo da Sulmona si mise in marcia per raggiungere gli Alleati, attraversando il massiccio della Maiella.
Si trattava di un viaggio difficile e pericoloso, in mezzo alla neve e con temperature molto basse, lungo un percorso che toccava Campo di Giove e attraversava le linee tedesche passando per il Guado di Coccia:
L'itinerario, passando per Taranta Peligna, condusse infine i sopravvissuti a Casoli. Il gruppo, che perse una decina di componenti, stremati dal freddo e dalla fatica, incontrò per primo i patrioti della Brigata Maiella. Ciampi riuscì quindi ad arrivare a Bari, dove consegnò a Tommaso Fiore il testo manoscritto del «catechismo liberalsocialista del Partito d'Azione» datogli da Calogero, si arruolò nel rifondato esercito italiano e si iscrisse al Partito d'Azione, di cui fondò una piccola sezione a Livorno.
Il diario personale sulla traversata fu donato da Ciampi stesso al liceo scientifico di Sulmona, in occasione della sua visita a Sulmona per l'inaugurazione de "Il sentiero della libertà".
In seguito allo scioglimento del Partito d'Azione, nel 1947, decise di non aderire al Partito Socialista Italiano (in cui il PdAz era in gran parte confluito) o alla Concentrazione Democratica Repubblicana di Ugo La Malfa e da allora non ebbe più affiliazioni politiche, anche se rimase sempre vicino all'area liberalsocialista e progressista.

### Banca d'Italia
(Intervista con il Presidente Mattarella di Marzio Breda pubblicata dal Corriere della Sera con il titolo «Ciampi tecnico e politico ci salvò»)

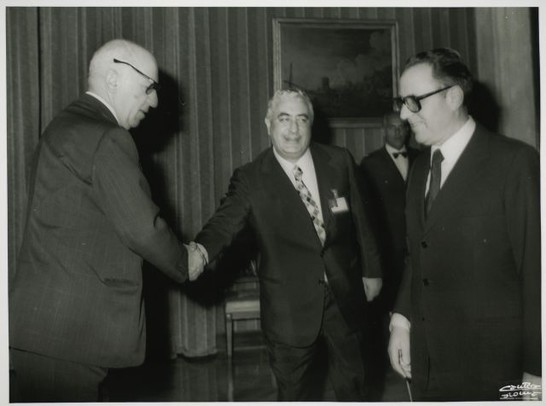
Ciampi (a destra) in compagnia di Paolo Baffi (primo a sinistra) nel 1979

Nel 1946 sposò Franca Pilla, conseguì una seconda laurea, in giurisprudenza, presso l'Università di Pisa e partecipò al concorso che lo fece entrare come impiegato in Banca d'Italia, dove sarebbe rimasto per 47 anni (14 da governatore).
Prima di entrare in Banca d'Italia era professore di liceo, e l'insegnamento era, per sua stessa ammissione, la vera grande passione. Dopo la laurea in Lettere aveva infatti ottenuto una cattedra di Lettere Italiane e Latine al liceo classico "Niccolini e Guerrazzi" di Livorno, dove sono ancora conservati i documenti che attestano il suo passaggio dalla Scuola alla Banca d'Italia.
Nel 1946 s'iscrisse anche alla CGIL e ne conservò la tessera fino al 1980. Inizialmente, in Banca d'Italia, prestò servizio presso alcune filiali, svolgendo attività amministrativa e di ispezione ad aziende di credito. Nel 1960 fu chiamato all'amministrazione centrale della Banca, presso il Servizio Studi, di cui ha assunto la direzione nel luglio 1970. Nel 1973, diventò segretario generale, vice direttore generale nel 1976 e direttore generale nel 1978.
Nell'ottobre del 1979 fu nominato governatore della Banca d'Italia e presidente dell'Ufficio italiano dei cambi nel pieno della bufera che aveva travolto l'istituzione dopo il fallimento di Michele Sindona, l'incriminazione del governatore Paolo Baffi e l'arresto del vice direttore Mario Sarcinelli (ambedue poi scagionati da ogni accusa). Ciampi ha dichiarato che «Appena nominato governatore andai a rendere omaggio al Capo dello Stato e dissi chiaramente che se Mario Sarcinelli avesse dovuto lasciare la Banca d'Italia, mi dovevano considerare dimissionario».
Fin dal primo testo redatto come governatore della Banca d'Italia (le “Considerazioni finali” del 1980), Ciampi sostenne come l'Europa dovesse essere «il chiodo al quale l'Italia doveva aggrapparsi con tutte le sue forze». Egli riteneva che l'unico modo per eliminare il problema di una società e di un'economia che non volevano accettare «né vincoli, né discipline» fosse legarsi a un vincolo esterno forte come il Sistema monetario europeo (SME). Le misure economiche che Ciampi adottò da governatore furono perlopiù varate in una prospettiva sovranazionale piuttosto che nazionale. Significativo in quest'ottica il fatto che la prima svalutazione della lira decisa da Ciampi, decretata nel marzo 1981 in seguito a una grave crisi sindacale scoppiata all'interno della FIAT che si era trascinata per tutto l'ultimo trimestre del 1980, sia avvenuta nell'ambito di un riallineamento con lo SME, e non in maniera unilaterale.
Per perseguire il duplice obiettivo di vincere l'inflazione e mantenere la lira all'interno dello SME, e dunque tenere l'Italia agganciata alle altre grandi economie europee, il governatore evidenziò ripetutamente, nelle sue “Considerazioni finali”, la necessità per l'istituto da lui presieduto di raggiungere l'indipendenza nell'indirizzo della politica monetaria nazionale. Nel luglio del 1981, quindi, fu fautore insieme al ministro del tesoro Beniamino Andreatta del "divorzio" tra Banca d'Italia e Ministero del tesoro. Le conseguenze di questa separazione furono molteplici: i tassi di interesse reali si attestarono su livelli idonei ai parametri fissati dall'adesione allo SME, congrui ad assicurare il rientro dell'inflazione sul lungo periodo; il fabbisogno pubblico venne quasi del tutto finanziato sul mercato, senza creare nuova moneta e infine la Banca d'Italia cominciò ad annunciare l'obiettivo di espansione della moneta.
La convinzione di Ciampi fu che il ritorno a una moneta stabile richiedesse una “costituzione monetaria”, fondata su tre pilastri: indipendenza della Banca Centrale, procedure di spesa rispettose del vincolo di bilancio e dinamica salariale coerente con la stabilità dei prezzi (in forte contrapposizione con la cosiddetta “scala mobile ”).
Furono invece tesi, in questo periodo, i rapporti con Bettino Craxi, soprattutto nel cosiddetto "Venerdì nero" del 19 luglio 1985. Quel giorno, mentre sul mercato dei cambi il dollaro oscillava sulle 1 860 lire con una tendenza al rialzo, il direttore finanziario dell'Eni, Mario Gabbrielli, diede l'ordine di acquistare i 125 milioni di dollari necessari a rimborsare un prestito. La Banca d'Italia (e per essa il capo del servizio esteri, Fabrizio Saccomanni) appreso che l'Eni aveva intenzione di effettuare l'acquisto, chiese all'ente di rinviare l'operazione. L'Eni, invece, insistette nel tenere fermo l'ordine. Nelle ore successive la quotazione del dollaro in lire schizzò vertiginosamente fino a superare il tasso di cambio con il marco, costringendo la Banca d'Italia a servire la partita e chiudere il mercato. Per contrastare gli effetti negativi di questo episodio, Ciampi scelse di intraprendere nuovamente la via europea. Durante la riunione del Comitato monetario della CEE a Basilea si decise la svalutazione della lira del 6% rispetto all'ECU (la moneta-paniere dello SME) e la corrispettiva rivalutazione del 2% delle altre valute. La delegazione italiana riuscì così a evitare ulteriori effetti negativi e a far riassorbire parte del danno. Questo evento causò ampi dissapori fra il vertice di Palazzo Koch e l'esecutivo guidato da Craxi. I dissidi si attenuarono solo dopo la minaccia di dimissioni di Ciampi e il conseguente rinnovo della fiducia da parte del leader del Partito Socialista.
Ciampi fu inoltre in quegli anni protagonista, insieme a Giovanni Goria, della protesta formale che portò il G7 a riunirsi a partire dal 1987 sempre e solo in formazione completa, senza essere preceduto da un vertice a cinque in cui l'Italia era esclusa. Il suo appoggio alla diserzione decisa dal governo Craxi fu determinante per la buona riuscita dell'operazione.
Fu, come presidente del comitato dei dodici governatori, uno dei maggiori sostenitori di una politica monetaria condivisa e di un'unica valuta europea. Sotto la sua presidenza, nel 1987, fu stabilito di costruire un sistema di banche centrali con a capo una banca centrale europea che operasse come capogruppo federale.
Nel gennaio 1990, Ciampi decretò il passaggio della lira dalla cosiddetta "banda larga" alla "banda stretta" finalizzando il passaggio ad una rigida politica monetaria. Successivamente, la moneta italiana venne declassata dall'agenzia Moody's, portando ad un violento attacco speculativo nel settembre del 1992, quando il governo Amato fu costretto a svalutare la lira del 30%.
Nel 1992, anno di pesante crisi economica per l'Europa provocata in parte da una grave crisi valutaria, l'Italia fu costretta a uscire dallo SME, in conseguenza di una speculazione finanziaria. Ciampi, dopo aver presentato le proprie dimissioni poi respinte dal governo Amato, ebbe come obiettivo quello di far rientrare la lira all'interno del Sistema monetario europeo nel più breve tempo possibile.
Ricoprì l'incarico di governatore fino al 1993.
La sua firma compare sulle banconote della Banca d'Italia da 1.000, 2.000, 5.000, 10.000, 50.000 e 100.000 lire.
Ricevette, l'11 dicembre 1991, la laurea honoris causa in economia e commercio dall'Università degli Studi di Pavia.

### Incarichi di governo

#### Presidente del Consiglio
(Intervista con il Presidente Mattarella di Marzio Breda pubblicata dal Corriere della Sera con il titolo «Ciampi tecnico e politico ci salvò»)

Ciampi mostra il primo euro coniato dalla zecca italiana (1999)

Nel 1992 e nel 1993, si verificò una grave crisi della politica italiana, conseguenza dello scandalo di Tangentopoli e della relativa inchiesta giudiziaria (Mani Pulite): la notizia di gravi fatti di corruzione portò a perdite di consenso dei partiti tradizionali, che fino ad allora avevano esercitato un ruolo predominante nella politica italiana, e alla fine della cosiddetta prima repubblica con conseguente inizio della seconda. Al fine di garantire stabilità al Paese e traghettarlo verso le successive elezioni il Presidente della Repubblica Oscar Luigi Scalfaro incaricò Ciampi di formare un nuovo governo.
Dall'aprile 1993 al maggio 1994 l'ex-governatore della Banca d'Italia fu quindi il presidente del Consiglio di un governo di transizione, il primo presidente del Consiglio non parlamentare della storia della Repubblica. Non mancarono in tal senso anche polemiche, che, sebbene minoritarie, vedevano una carenza di rappresentatività popolare negli organi costituzionali, non avendo egli mai ricoperto cariche elettive. Il governo per tutta la sua durata si sarebbe retto su una eterogenea maggioranza trasversale comprendente DC, PDS, PSI, PRI, PLI, PSDI, Alleanza Democratica e Verdi. Il governo Ciampi si distinse anche per essere il primo esecutivo a cui prendevano parte i post-comunisti anche se per pochi giorni. Ciampi, inoltre, nella scelta dei ministri, non consultò le segreterie di partito, ma scelse personalmente e autonomamente gli esponenti del proprio governo.
Durante il suo mandato come Presidente del Consiglio lo statista di Livorno dovette far fronte a una situazione internazionale molto travagliata, segnata da eventi negativi (la grave crisi economica del momento, svalutazione e uscita dal Sistema monetario europeo della lira italiana, la battaglia del Pastificio in Somalia) e da una situazione ancora più tesa a livello interno per colpa della stagione degli attentati mafiosi, in particolare quelli in via dei Georgofili (27 maggio 1993), di via Palestro (27 luglio 1993) e i due attentati alle chiese di Roma (28 luglio 1993), tanto da dichiarare anni dopo che durante la notte del 28 luglio ebbe paura di un colpo di Stato.
Nonostante tale situazione, nel marzo 1993, il ministro di grazia e giustizia del governo Ciampi Giovanni Conso, già ministro del precedente governo Amato, non rinnovò l'applicazione dell'articolo 41 bis a 140 mafiosi sottoposti a carcere duro, che decadde nel novembre 1993. Conso - interrogato sulle motivazioni di tale provvedimento - avrebbe affermato in seguito: «Fu una scelta personale, non la comunicai a nessuno. La decisione non era un'offerta di tregua o per aprire una trattativa. Cercavo solo di fermare altre stragi»[5][6]. Ciampi, convocato dalla commissione Antimafia e dalla Procura di Palermo, si dichiarò totalmente estraneo alla decisione: «Non venni avvertito né prima né dopo quella mancata proroga. Non so nemmeno dare una spiegazione per la condotta del ministro della Giustizia Conso che, con la mancata proroga di tali decreti, certamente andava in netta contrapposizione con le linee guida del governo da me presieduto in tema di lotta alla mafia».
In campo economico Ciampi introdusse il sistema della concertazione a partire dagli anni 1990, specie dopo gli accordi interconfederali del 1993, contribuendo in maniera significativa al risanamento dell'economia nazionale e determinando conseguentemente la cosiddetta politica dei redditi che permise di abbattere il tasso di inflazione e, indirettamente, i tassi d'interesse. Questo sistema di accordi fra parti sociali adottato dal governo fu usato anche in altre occasioni come, ad esempio, in occasione del grande sciopero dei conducenti di autocarri dell'agosto del 1993 o come nel caso dello sciopero violento organizzato nello stesso anno da più di 300 operai della EniChem di Crotone per protesta contro la chiusura dello stabilimento che fu risolto con un accordo mediato dal governo che consentisse la chiusura dell'impianto industriale a condizione di valorizzare l'intera area industriale crotonese con nuove attività al fine di contenere la conseguente disoccupazione.
Coadiuvato da Romano Prodi, allora presidente dell'IRI, con la direttiva del 30 giugno 1993 Ciampi, dopo aver ampliato e precisato il quadro di riferimento normativo con le leggi n. 202 del 23 giugno 1993 e n. 389 del 27 settembre 1993 (garantendo d'interesse pubblico settori strategici come difesa, trasporti, telecomunicazioni ed energia), procedette alla dismissione delle partecipazioni statali detenute dal Ministero del tesoro in Banca Commerciale Italiana, Credito Italiano, Enel, IMI, STET, INA e Agip realizzando le prime operazioni di dismissione nel settore bancario e industriale.
Il governo Ciampi cercò di ridurre l'evidente differenza nella qualità dei servizi postali italiani rispetto al resto d'Europa con un intervento di riforma che con il decreto-legge n. 487 del 1º dicembre 1993, convertito dalla legge n. 71 del 29 gennaio 1994, che portò a una trasformazione di Poste italiane da azienda autonoma a ente pubblico economico, prevedendo un ulteriore passaggio a S.p.A. entro il 1996. Si giunse così al contenimento graduale del disavanzo di circa 4 500 miliardi di lire nel 1993, mediante politiche di riduzione dei costi di produzione (l'80% dei quali era dovuto al personale), un aumento dei ricavi derivanti dalla vendita di servizi alla P.A. e un riordino del sistema tariffario.
In politica estera il Presidente del Consiglio intervenne con fermezza nella questione balcanica, affermando come l'Italia avrebbe dovuto ricevere maggiore considerazione all'interno della catena di comando del contingente NATO. Nel luglio del 1993 si trovò ad affrontare le conseguenze del primo scontro militare dai tempi della seconda guerra mondiale che coinvolgesse l'esercito italiano: la “battaglia del pastificio” o del “checkpoint Pasta”, che vide scontrarsi il contingente militare italiano con le truppe ribelli dell'Alleanza Nazionale Somala. Nel conflitto a fuoco vi furono tre morti italiani. Il governo italiano risolse la situazione senza l'avvio di alcuna azione di carattere bellico e gli italiani riacquistarono senza combattere la postazione perduta, trattando direttamente con i ribelli.
Fece molto discutere la scelta del premier di indicare la città di Napoli come sede del G7, a presidenza italiana, del 1994. La città era in quel momento commissariata ed era investita da un forte fenomeno di disoccupazione che avrebbe potuto creare marcate tensioni sociali. L'idea di Ciampi fu quella di valorizzare il Sud Italia e in particolare di porre al centro dell'attenzione mondiale il patrimonio artistico e culturale napoletano e campano e infine di richiamare l'interesse internazionale sui problemi del Mediterraneo.
Nell'agosto del 1993, l'Italia venne colpita da un gran numero di incendi, dolosi e no, che viste le difficoltà nel circoscriverli con il solo ausilio di elicotteri antincendio costrinsero il governo Ciampi a dotare per la prima volta la Protezione Civile di più efficienti Bombardier 415. Nell'ambito della prima razionalizzazione dell'organizzazione ministeriale sotto il governo Ciampi vennero accorpati, con la legge n. 537 del 24 dicembre 1993, il Ministero dei trasporti e il Ministero della marina mercantile. Con D. Lgs. n. 517/1993 promosso dal Ministro della sanità Mariapia Garavaglia il governo Ciampi garantì il mantenimento del sistema sanitario unitario e universalistico modificando il D. Lgs. n. 502/1992 del 30 dicembre 1992 riguardante il riordino del Servizio sanitario nazionale varato dal precedente governo Amato in materia di ASL che prevedeva la creazione di un sistema sanitario parallelo e alternativo al servizio sanitario nazionale in mano ad assicurazioni e mutue volontarie. Il governo Ciampi garantì, inoltre, l'applicazione delle nuove leggi elettorali (legge 25 marzo 1993, n. 81 per le elezioni comunali e provinciali e legge Mattarella per le elezioni nazionali) approvate dal Parlamento attraverso il complesso lavoro di determinazione dei collegi e delle circoscrizioni elettorali.
Con l'approvazione della nuova legge elettorale il compito del governo si ritenne concluso e le forze politiche si trovarono concordi nell'esigenza di sciogliere le camere e di indire nuove elezioni politiche. La crisi del Governo Ciampi fu avviata dalla mozione di sfiducia del 23 dicembre 1993 promossa da Marco Pannella con 150 deputati e 37 senatori firmatari, prevalentemente appartenenti agli schieramenti che sostenevano l'esecutivo ciampista.
Il Presidente del consiglio rassegnò le proprie dimissioni il 13 gennaio 1994. Il Presidente della Repubblica Oscar Luigi Scalfaro decise di respingerle e contemporaneamente di sciogliere le Camere, dando quindi al Governo i poteri fino alle elezioni che sarebbero avvenute il 27 e 28 marzo 1994. Ciampi non si candidò alle consultazioni di quell'anno ma fu uno dei nomi che circolarono come candidato premier dell'Alleanza dei Progressisti, e in particolare dell'area laica e moderata di AD, in caso di vittoria elettorale di questi ultimi. L'esecutivo di Carlo Azeglio Ciampi terminò la sua attività l'11 maggio 1994, quando a giurare al Quirinale fu Silvio Berlusconi con il suo primo governo.
Successivamente, nello stesso anno, fu nominato vicepresidente della Banca dei regolamenti internazionali, incarico che mantenne fino al 1996. Il 10 dicembre 1994 aderì inoltre alla Convenzione democratica, promossa dalla Convenzione dei sindaci per il Polo democratico, una piattaforma di orientamento progressista e riformista. Nel febbraio del 1995 Ciampi fu nominato presidente del Competitiveness Advisory Group (CAG), gruppo consultivo per la competitività istituito dalla Commissione europea con il compito di fornire raccomandazioni in materia di crescita economica, competitività e occupazione. Ricoprì l'incarico fino al 1996, guidando un gruppo composto da personalità di spicco del mondo economico e industriale europeo.

### Ministro nei governi Prodi e D'Alema
(Intervista con il Presidente Mattarella di Marzio Breda pubblicata dal Corriere della Sera con il titolo «Ciampi tecnico e politico ci salvò»)

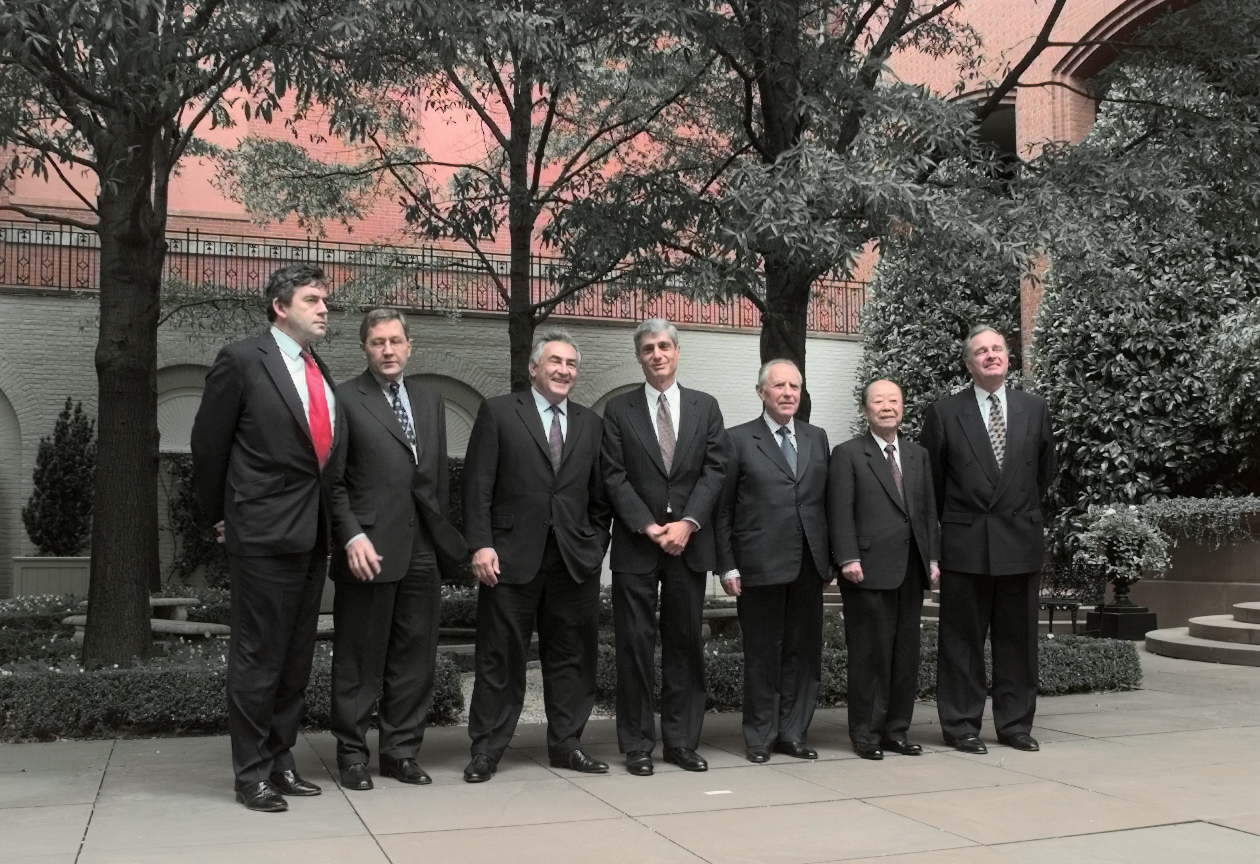
I ministri dell'economia del G7 a Washington nel 1998

In seguito, dopo la vittoria dell'Ulivo alle elezioni politiche del 1996, fu ministro del tesoro (dall'aprile 1996 al maggio 1999) nei governi di centrosinistra Prodi I e D'Alema I. In questo periodo, la sua opera fu caratterizzata dalla riduzione del debito pubblico italiano in vista degli obblighi imposti dal trattato di Maastricht, per garantire l'accesso dell'Italia alla moneta unica europea. Inoltre avviò il processo di privatizzazione di Poste italiane.
Ciampi fu uno dei fautori del risanamento almeno parziale dei conti pubblici italiani (governo Prodi I), permettendo all'Italia seppure con molti sacrifici, di far rientrare prima la lira nello SME e poi di aderire nel 1998 al primo gruppo di paesi che fondarono la moneta unica europea, l'euro, ed entrare così nell'Unione economica e monetaria dell'Unione europea pur non rispettando pienamente i cosiddetti parametri di Maastricht con deroga da parte dell'Unione europea. È autore di alcuni libri, tra i quali si ricordano: Considerazioni finali del governatore della Banca d'Italia dal 1979 al 1993, finito di stampare nel 1994; Sfida alla disoccupazione: promuovere la competitività europea e Un metodo per governare, entrambi del 1996.
Il 2 ottobre 1998 Ciampi fu scelto dal Fondo Monetario Internazionale per presiedere il suo Interim Committee (oggi International Monetary and Financial Committee o IMFC), un organo dell'Istituzione di Bretton Woods in cui siedono i Ministri del tesoro (o figure equivalenti) con competenze di politica monetaria.
Nel 1998, con la caduta del governo Prodi, il suo nome fu uno dei favoriti per la formazione di un nuovo esecutivo ulivista. Lo stesso Ciampi, ben consapevole della possibilità, predispose una lista di ministri e una bozza di discorso da leggere alla stampa qualora fosse occorsa una chiamata dal Colle. Tuttavia, anche per l'opposizione al suo nome del nuovo alleato di governo Francesco Cossiga, fu individuato come nuovo presidente del consiglio Massimo D'Alema.

### Presidente della Repubblica
(Intervista con il Presidente Mattarella di Marzio Breda pubblicata dal Corriere della Sera con il titolo «Ciampi tecnico e politico ci salvò»)

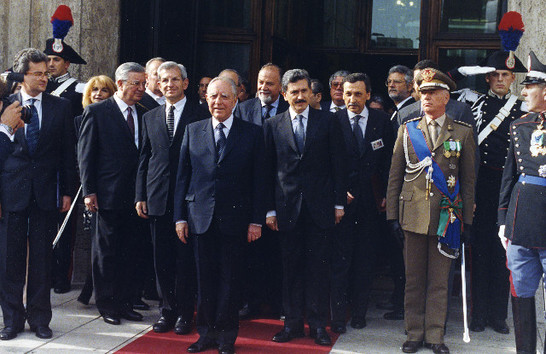
Il neoeletto Presidente della Repubblica Carlo Azeglio Ciampi assiste all'esecuzione dell'inno nazionale

La sua candidatura venne avanzata da un vasto schieramento parlamentare e in particolare dall'allora presidente del Consiglio Massimo D'Alema che ottenne, durante le trattative, il benestare dell'opposizione di centro-destra, anche se Ciampi, che non era iscritto ad alcun partito, era molto vicino all'Ulivo. Considerato come figura fondamentale per l'adozione dell'euro e come uno dei ministri più popolari del governo godette anche dell'appoggio del mondo economico e finanziario oltre che della stima dei dirigenti dell'Unione europea.
Il 13 maggio 1999 venne eletto alla prima votazione, con una larga maggioranza (707 voti su 1 010), decimo presidente della Repubblica. In questa veste, egli cercò di trasmettere agli italiani quel patriottico sentimento nazionale che deriva dalle imprese del Risorgimento e della Resistenza e che si manifesta nell'Inno di Mameli e nella bandiera tricolore.
Ciampi fu un presidente che, come avvenuto con Sandro Pertini, ebbe sempre un alto indice di gradimento popolare nei sondaggi fatti dai vari Istituti italiani, con una media oscillante tra il 70 e l'80% (il minimo si registrò con il 67% nel Nordest del Paese), rimanendo sempre, perciò, una delle figure nelle quali gli italiani riponevano la loro fiducia e che rafforzava, con la sua figura istituzionale, lo stesso ruolo del presidente della Repubblica.
Uno degli atti da ricordare effettuati da Ciampi nella sua nuova veste di Capo dello Stato è stata la reintroduzione, dopo più di un decennio, della parata delle forze armate nel cerimoniale della Festa della Repubblica Italiana nel 2000.
Nel 2000, a Lipsia, Ciampi aprì una finestra sulla prospettiva, mai concretizzata, di una Costituzione europea quale fondamento del futuro del processo di integrazione. Propose la scrittura di un impianto di nuove regole per l'Europa, una cornice istituzionale che avrebbe evitato all'euro la condizione di "orfano isolato".

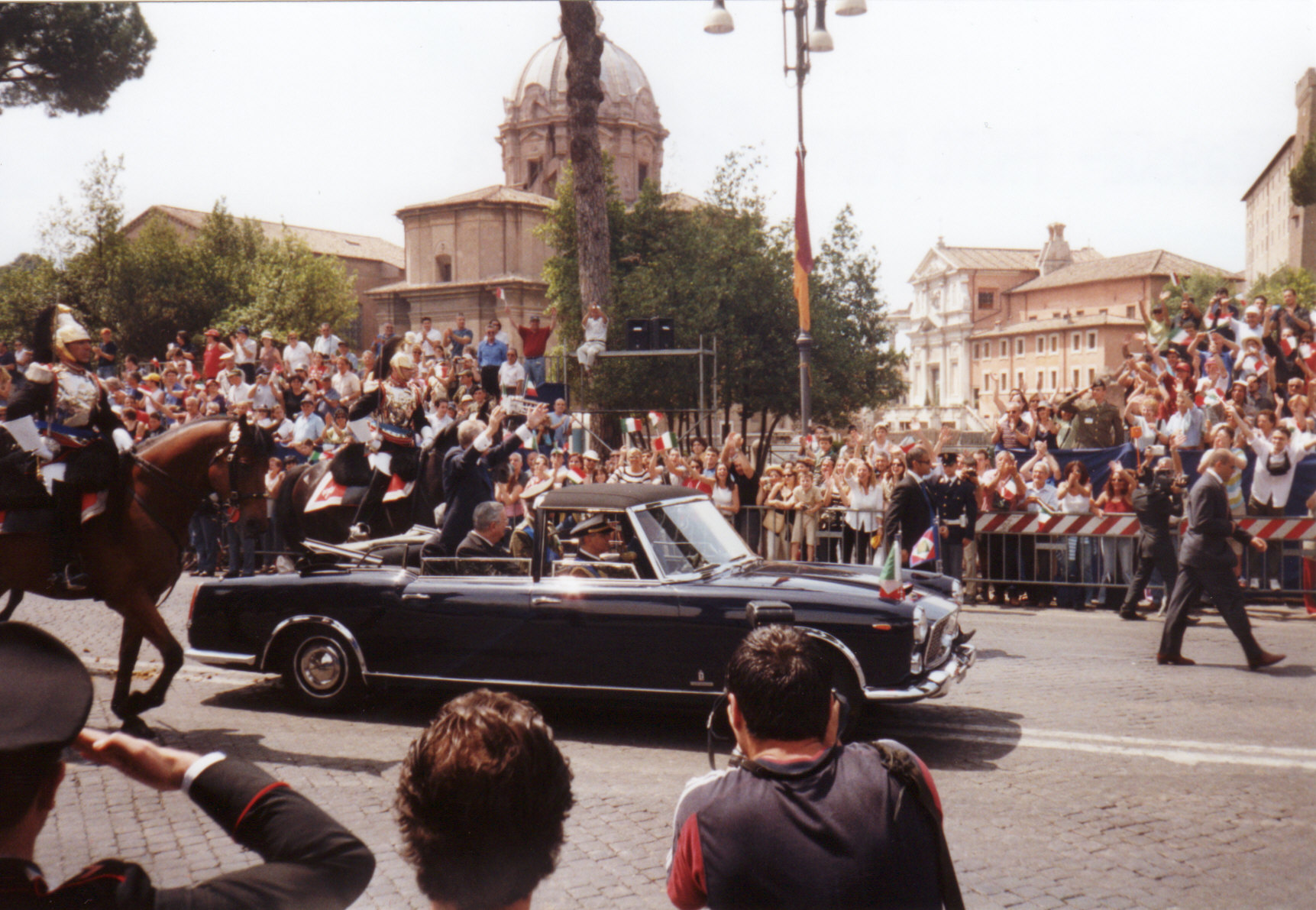
Carlo Azeglio Ciampi nel 2002 alla parata del 2 giugno

In un intervento al Parlamento europeo fu vivacemente contestato da alcuni europarlamentari della Lega Nord, tra cui Mario Borghezio, scontenti per l'ingresso dell'Italia nella Moneta comune europea, l'euro, citato nel discorso del Presidente della Repubblica.
Sempre nel 2002, Ciampi telefonò a Giulio Andreotti per esprimergli sostegno e solidarietà rispetto alle accuse di mafia e dell'omicidio di Mino Pecorelli rivoltegli dai magistrati di Palermo e Perugia.
La fase più turbolenta del settennato di Carlo Azeglio Ciampi fu sicuramente quella che lo vide contrapposto a Silvio Berlusconi durante i due governi di centrodestra dal 2001 al 2006 (Governo Berlusconi II e Governo Berlusconi III). Le incomprensioni sulla strategia di politica estera e i contrasti con Berlusconi stesso e molti dei suoi ministri resero difficile, in alcuni momenti, la "coabitazione" tra le due cariche dello Stato.

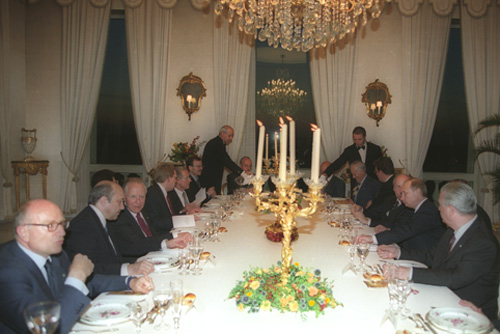
Ciampi a cena al palazzo del Quirinale con il presidente della Federazione Russa Vladimir Putin nel 2000

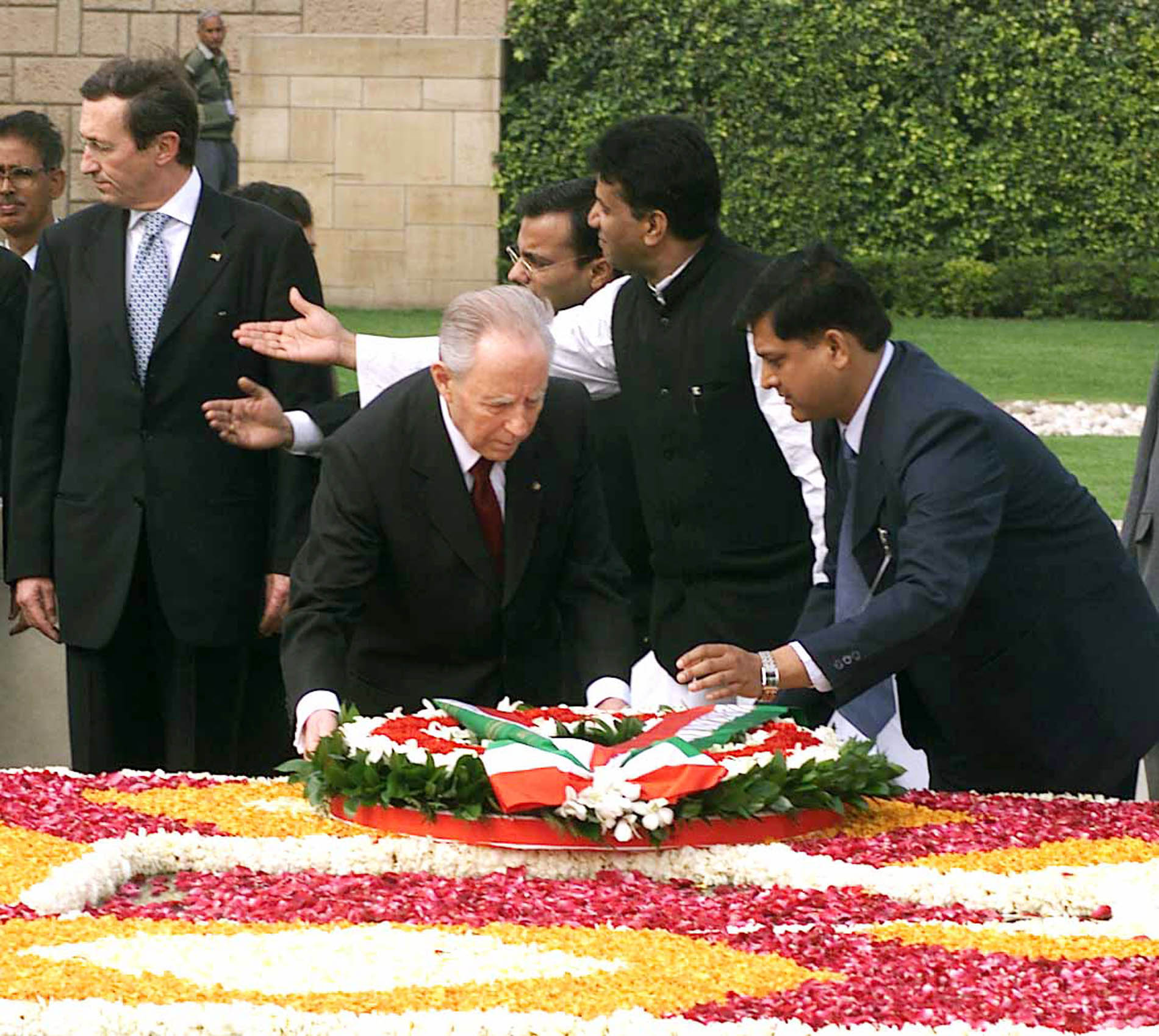
Ciampi a Delhi nel 2005

Il suo forte diniego della possibilità di una partecipazione italiana al nascente conflitto iracheno al di fuori di una cornice di cooperazione internazionale, nonostante Governo e diplomazia statunitense pressassero in senso opposto, risultò un forte punto di rottura con le posizioni in politica estera del governo Berlusconi. Secondo quanto dichiarato da Ciampi allo storico Umberto Gentiloni, «in Parlamento non ci furono ricadute particolari, ma l'azione del Governo, in primis del Presidente del Consiglio, mirava a costruire una linea diretta con la Casa Bianca senza tener conto di analisi e strategie di intervento promosse dalla Farnesina. […] Vengo estromesso da tutto, non ho neanche le informazioni basilari, resto ai margini di una trasformazione che diventerà importante, forse decisiva per la nostra comunità nazionale. […] Si trattava di una rottura vera e sul momento non me ne resi conto. Non si può impostare una politica estera su base personale senza neppure comunicarla a chi ha le prerogative istituzionali per condurla e implementarla. […] Le istituzioni non contano, la Costituzione diventa da stella polare un intralcio che rallenta il corso delle cose». L'idea di Ciampi, inoltre, era quella di cercare di affrontare la questione irachena operando attraverso un coordinamento delle posizioni degli Stati europei nella cornice delle Nazioni Unite. Gli Stati Uniti, forti dell'appoggio del Regno Unito, erano però più che mai decisi a operare un intervento militare per rovesciare il regime iracheno e a tale scopo attuarono un'operazione massiccia di persuasione nei confronti degli alleati europei. In Italia quindi si ebbe una significativa spaccatura fra Quirinale e Palazzo Chigi: da una parte Berlusconi, nei suoi numerosi viaggi internazionali si era mostrato favorevole a un'alleanza totale con gli Stati Uniti, dall'altra Ciampi aveva sottolineato come l'Italia fosse indisponibile a partecipare a un'azione di carattere militare non autorizzata dall'Organizzazione delle Nazioni Unite o in una cornice multilaterale come la NATO. Ulteriori momenti di attrito tra i due furono causati dalle dimissioni, nel 2002, del ministro degli esteri Renato Ruggiero, l'uomo dell'esecutivo più vicino al Presidente della Repubblica. Infine, altri scontri tra governo e Capo dello Stato si ebbero con l'approvazione della Legge Gasparri per le tv e della riforma dell'ordinamento giudiziario del ministro Castelli.

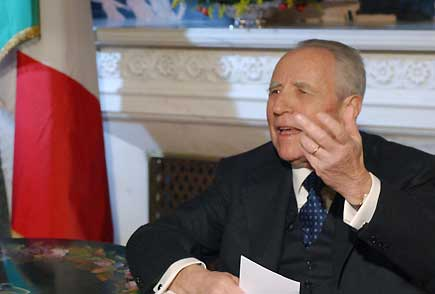
Il presidente Ciampi durante il messaggio per la Festa del Tricolore del 2003

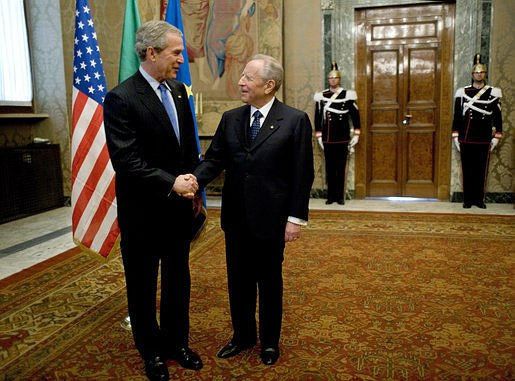
Carlo Azeglio Ciampi con il presidente degli Stati Uniti George W. Bush nel 2005

Ricevette, nel 2005, il premio Carlo Magno dalla città tedesca di Aquisgrana per il suo impegno volto a garantire l'idea di Europa unita e pacifica; sempre nel 2005, ricevette honoris causa il David di Donatello per la sua volontà di rilanciare il cinema italiano.
Sotto il profilo costituzionale, l'iniziativa di Ciampi fu decisiva ai fini della puntualizzazione delle prerogative del Capo dello Stato per quanto riguarda la concessione della grazia o della commutazione delle pene. Dal 2000 in poi e fino al 2006, infatti, c'erano state varie richieste di grazia da parte di Ovidio Bompressi, condannato in via definitiva per l'uccisione del commissario Luigi Calabresi, oltre che dai suoi familiari. Tali richieste erano state ostacolate dall'opposizione all'idea di clemenza del Ministro della Giustizia Roberto Castelli il quale, rifiutando di inoltrare e di controfirmare il provvedimento di grazia, causò il ricorso del Presidente della repubblica davanti alla Corte Costituzionale. La sentenza 200/2006 della Corte fu favorevole al capo dello Stato, affermando che il medesimo ha il potere di concedere la grazia motu proprio e il Guardasigilli ha l'obbligo di avviare l'iter burocratico e controfirmare il documento presidenziale come atto dovuto. Peraltro il provvedimento di clemenza verso Bompressi fu firmato da Giorgio Napolitano essendo nel frattempo scaduto il mandato presidenziale di Ciampi (fu il primo atto firmato dal nuovo Presidente).
Da più parti a Ciampi fu chiesto di rimanere Capo dello Stato per un secondo mandato ma, per addotte ragioni anagrafiche e di opportunità istituzionale, decise di escludere l'ipotesi di un Ciampi bis al Quirinale. Sia il centro destra, sia il centro sinistra, lo ringraziarono per il suo operato super partes e come garante istituzionale.
Il 3 maggio 2006, con una nota ufficiale dal Quirinale, Ciampi confermò la sua indisponibilità a un settennato-bis: i motivi che lo spinsero a quella decisione furono l'età avanzata e la convinzione che "il rinnovo di un mandato lungo, quale è quello settennale, mal si confà alle caratteristiche proprie della forma repubblicana del nostro Stato".

#### Nomine presidenziali
Governi
- D'Alema II, 22 dicembre 1999
- Amato II, 26 aprile 2000
- Berlusconi II, 11 giugno 2001
- Berlusconi III, 23 aprile 2005

Giudici della Corte costituzionale:
- Giovanni Maria Flick, 14 febbraio 2000
- Franco Gallo, 14 settembre 2004
- Sabino Cassese, 4 novembre 2005
- Maria Rita Saulle, 4 novembre 2005
- Giuseppe Tesauro, 4 novembre 2005

Senatori a vita
- Rita Levi-Montalcini, 1º agosto 2001
- Emilio Colombo, 14 gennaio 2003
- Mario Luzi, 14 ottobre 2004
- Giorgio Napolitano, 23 settembre 2005
- Sergio Pininfarina, 23 settembre 2005

### Senatore a vita

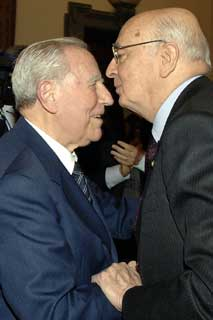
Giorgio Napolitano subentra al presidente Ciampi

Ciampi si dimise da presidente della Repubblica il 15 maggio 2006, stesso giorno in cui il suo successore (nominato da Ciampi senatore a vita pochi mesi prima) Giorgio Napolitano prestò giuramento. Il suo primo atto da senatore a vita fu quello di votare la fiducia al secondo governo Prodi, esprimendosi favorevolmente riguardo al nuovo esecutivo. Ciò provocò l'accesa reazione, manifestata durante la votazione con fischi e grida, di numerosi esponenti della Casa delle Libertà.
Un mese dopo le sue dimissioni Ciampi annunciò che avrebbe votato no all'imminente referendum costituzionale del 2006, motivando questa scelta in coerenza con il suo costante impegno a difesa della Costituzione: tale posizione fu criticata dal centro-destra ed apprezzata dal centro-sinistra dalla componente dei costituzionalisti che a esso si ispira. Dal 2007, pur non avendo mai accettato di aderirvi ufficialmente, fu considerato vicino al Partito Democratico che lo aveva nominato componente di diritto del Coordinamento Nazionale, come membro onorario.
Designato presidente del comitato organizzativo delle manifestazioni per il centocinquantenario dell'Unità d'Italia da celebrarsi nel 2011, si dimise dall'incarico nell'aprile 2010 per la scarsa collaborazione ottenuta dalle forze politiche e per il declinare delle proprie condizioni di salute, complici in particolare l'età avanzata e l'insorgere della malattia di Parkinson. A succedergli nell'incarico fu Giuliano Amato, ex presidente del Consiglio.
Negli anni 2010 tese a ritirarsi sempre più a vita privata e le sue apparizioni pubbliche si fecero sempre più rare: l'infermità infatti, pur non intaccandone la lucidità, gli rese via via difficoltoso muoversi e parlare; il 31 dicembre 2012, seppur debole e prostrato dalle malattie e dalle terapie, rese comunque omaggio alla camera ardente di Rita Levi Montalcini, da lui nominata senatrice a vita.
A maggio 2013 il suo nome è stato incluso dalla Procura di Palermo nel novero dei centottanta testimoni (tra i quali anche Giorgio Napolitano, Pietro Grasso, Giuliano Amato e Giovanni Conso) chiamati a deporre nell'ambito del processo sulla cosiddetta trattativa Stato-mafia.
Dal 24 giugno 2013, con la morte di Emilio Colombo, è stato il senatore più anziano in carica.
Il 22 agosto 2013 venne ricoverato in una clinica privata di Bolzano per essere sottoposto a un intervento di artroprotesi all'anca; meno di un anno dopo, l'11 luglio 2014, mentre si trovava in vacanza a Siusi, fu vittima di un'embolia polmonare, con conseguente ricovero d'urgenza in ospedale a Bolzano. Venne dimesso e fece rientro a Roma il 18 agosto 2014, a seguito del miglioramento delle sue condizioni di salute.
Il 16 settembre 2016 morì, all'età di 95 anni in una clinica romana, per una polmonite, oltre che per le complicazioni della malattia di Parkinson. L'arcivescovo Vincenzo Paglia, suo referente spirituale e amico da molti anni, portò a Ciampi morente la benedizione del Pontefice. I funerali si celebrarono il 19 settembre in forma privata alla chiesa di San Saturnino, nel quartiere Trieste di Roma, dove Ciampi viveva con la moglie Franca. La Presidenza del Consiglio proclamò in concomitanza una giornata di lutto nazionale. La salma ha quindi fatto rientro a Livorno ed è stata tumulata nella cappella di famiglia all'interno del cimitero della Misericordia.

## Controversie
Nel 1993 il settimanale Famiglia Cristiana sostenne in un articolo la tesi secondo la quale l'allora governatore della Banca d'Italia avrebbe fatto parte della loggia massonica Hermes di Livorno, legata al Rito Filosofico Italiano, a sua volta legato al Grande Oriente d'Italia. La notizia venne poi smentita dal diretto interessato.
La presunta affiliazione massonica di Ciampi venne nuovamente ripresa nel 1998 in un articolo del quotidiano Il Messaggero curato dallo storico Aldo Alessandro Mola contenente un elenco di iscritti a logge massoniche, successivamente rettificato.
Ancora nel 1999 l'allora senatore Luigi Manconi e alcuni articoli del quotidiano La Stampa, parlarono nuovamente di una presunta affiliazione di Ciampi alla massoneria, che venne nuovamente smentita da Ciampi con una lettera a Marcello Sorgi, all'epoca direttore del giornale, nella quale annunciava anche la sua intenzione di sporgere querela nei confronti de La Stampa. Il Gran maestro del Grande Oriente d'Italia Virgilio Gaito in una intervista pubblicata nello stesso periodo dal quotidiano Il Tempo escluse che Ciampi avesse mai fatto parte della massoneria.

## Riferimenti nella cultura di massa
- Durante il settennato Ciampi e sua moglie Franca Pilla hanno posto la loro residenza presso il palazzo del Quirinale. La consorte del Presidente, come raramente era accaduto in passato, fu spesso presente agli incontri che il marito ebbe in Italia e all'estero; "donna Franca", come è stata chiamata, fece alcune dichiarazioni "fuori dal protocollo": fecero discutere le sue esternazioni riguardo alla "TV deficiente", alla bontà e all'affetto dei napoletani ("La gente del sud è più buona e intelligente").
- Durante la scelta dei soggetti per la faccia nazionale delle nuove monete italiane tramite una votazione telefonica avvenuta l'8 febbraio 1998 durante la trasmissione televisiva Domenica In[89], nella quale vennero presentati i soggetti da votare, Ciampi decise che la moneta da 1 euro dovesse recare il disegno dell'Uomo Vitruviano di Leonardo da Vinci.[90] L'opera di Leonardo è infatti altamente simbolica poiché rappresenta il Rinascimento focalizzato sull'uomo come misura di tutte le cose. Come in seguito Ciampi stesso osservò, questa rappresenta la "moneta al servizio dell'Uomo" invece dell'Uomo al servizio del denaro.
- Come Pertini, anche Ciampi assistette a una finale calcistica dell'Italia; infatti il 2 luglio 2000 come Capo dello Stato era presente allo Stadio De Kuip di Rotterdam nella finale di Euro 2000 persa dagli azzurri ai supplementari per 2-1 contro la Francia. Il 10 febbraio 2006 aprì, come da protocollo, i Giochi olimpici invernali di Torino 2006.

## Opere
- Scritti e conferenze di Carlo Azeglio Ciampi, 6 voll., s.l., Banca d'Italia, 1983-1993
- Sfida alla disoccupazione. Rafforzare la competitività europea, a cura di, Roma-Bari, Laterza, 1996. ISBN 88-420-5092-X
- Mercati finanziari in evoluzione: riflessi per il governo della moneta e del credito, Un. Bocconi, Milano, dicembre 1989
- Un metodo per governare, Bologna, Il mulino, 1996. ISBN 88-15-05228-3
- Viaggio in Italia. Discorsi e interventi del presidente Carlo Azeglio Ciampi, 6 voll., Roma, a cura dell'Ufficio stampa e informazione della Presidenza della Repubblica, 2003-2006
- Dall'Europa all'euro, dall'euro all'Europa, Roma, Treves, 2004. ISBN 88-8463-001-0
- Dalla crisi al risanamento, Roma, Treves, 2004. ISBN 88-8463-016-9
- Dizionario della Democrazia, Cinisello Balsamo, San Paolo, 2005. ISBN 88-215-5544-5
- La libertà delle minoranze religiose, Bologna, Il mulino, 2009. ISBN 978-88-15-13148-5
- Da Livorno al Quirinale. Storia di un italiano, di Arrigo Levi - Ciampi C. Azeglio, Bologna, Il mulino, 2010. ISBN 978-88-15-13793-7
- Non è il paese che sognavo. Taccuino laico per i 150 anni dell'Unità d'Italia, colloquio con Alberto Orioli, Il Saggiatore, 2010
- Favorino d'Arelate la consolazione Περὶ φυγῆς, ristampa anastatica a cura di Franco Montanari, introduzione di Salvatore Settis, Editore Scuola Normale superiore di Pisa, 2011 ISBN 978-88-7642-411-3
- A un giovane italiano, di Ciampi C. Azeglio, edito da RCS libri, 2012 ISBN 978-88-17-05676-2

## Onorificenze

### Onorificenze italiane
Nella sua qualità di Presidente della Repubblica italiana è stato, dal 18 maggio 1999 al 15 maggio 2006:
Personalmente è stato insignito di:

### Onorificenze straniere

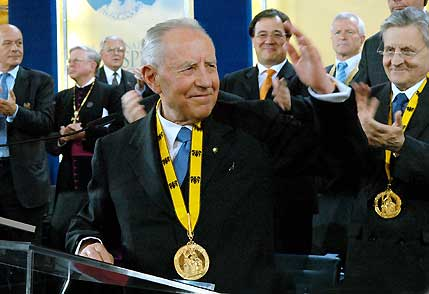
Carlo Azeglio Ciampi al termine del suo intervento, in occasione della cerimonia di conferimento del Premio Internazionale Carlo Magno

Tutte le onorificenze straniere ricevute durante il mandato presidenziale sono state donate da Ciampi alla Scuola Normale Superiore e sono ora esposte in una sala a lui dedicata della Biblioteca della Scuola Normale.

### Riconoscimenti
- Premio internazionale Carlo Magno, 2005[110]
- Premio Internazionale Bonifacio VIII, Accademia Bonifaciana, 2006
- Premio Camillo Cavour - Santena - 2007
- Nel 2018 la Scuola Normale Superiore ha istituito in suo onore l'Istituto di Studi Avanzati Carlo Azeglio Ciampi, un centro internazionale di ricerca interdisciplinare, promosso dalle classi di Scienze Politico-Sociali e di Lettere e Filosofia.[111]